# 조지 츠바이크
조지 츠바이크(영어: George Zweig, /zwaɪɡ/; 1937년 5월 30일~)는 러시아-유대계 미국인 물리학자이다. 리처드 파인만 밑에서 입자물리학자로 훈련을 받았다. 그는 머리 겔만과 독립적으로 쿼크 모형을 도입했다(비록 그는 그것을 "에이스"라고 명명했지만). 그는 나중에 신경생물학으로 관심을 돌렸다. 그는 로스앨러모스 국립연구소와 매사추세츠 공과대학교에서 연구 과학자로 일했으며, 금융 서비스 업계에서도 근무했다.

## 초기 생애 및 교육
1937년 5월 30일 소련 러시아 SFSR의 모스크바에서 유대인 가정에 태어났다. 그의 아버지는 구조 공학자였다. 그는 1959년 미시간 대학교에서 수학 학사 학위를 받았으며, 여러 물리학 과목을 선택 과목으로 수강했다. 1964년 캘리포니아 공과대학교에서 이론 물리학 박사 학위를 취득했다.

## 경력
박사 학위 논문을 옹호한 직후, CERN에서 머리 겔만과 독립적으로 쿼크의 존재를 제안했다. 츠바이크는 당시 알려진 네 가지 렙톤에 기초하여 쿼크가 네 가지라고 추측했기 때문에, 네 장의 플레잉 카드를 따서 쿼크를 "에이스"라고 불렀다. 쿼크 개념의 도입은 입자 물리학의 초석을 제공했다.
겔만과 마찬가지로 그는 중입자(예: 양성자 및 중성자)와 같은 입자의 몇 가지 중요한 특성을 부분적인 중입자수 및 전하를 가진 다른 구성 입자의 삼중항으로 처리하여 설명할 수 있다는 것을 깨달았다. 겔만과 달리 츠바이크는 φ 중간자의 ρ π로의 특이하게 약화된 붕괴에 의해 쿼크 모형의 그림을 부분적으로 이끌어냈다. 이 특징은 현재 OZI 규칙으로 알려진 것으로 성문화되었으며, "Z"는 "츠바이크"를 의미한다. 후속 기술 용어에서 궁극적으로 겔만의 쿼크는 "전류 쿼크"에 더 가깝고, 츠바이크의 쿼크는 "구성 쿼크"에 더 가깝다.
겔만은 1969년에 기본 입자의 분류와 상호작용에 대한 전반적인 기여와 발견으로 노벨상을 수상했다. 당시 쿼크 이론은 완전히 받아들여지지 않았고, 상의 공식 인용문에는 특별히 언급되지 않았다. 1977년 리처드 파인만은 츠바이크와 겔만을 다시 노벨상에 지명했지만, 지명은 실패했다.
츠바이크는 나중에 청각 및 신경생물학 연구로 방향을 돌려 사람의 귀의 달팽이관에서 소리가 신경 자극으로 변환되는 과정을 연구하고, 뇌가 소리를 대뇌 피질의 공간적 차원에 어떻게 매핑하는지 연구했다. 1975년 귀를 연구하던 중, 그는 버전의 연속 웨이블릿 변환인 달팽이관 변환을 도입했다.
2003년 츠바이크는 전 냉전 암호 해독가인 제임스 사이먼스가 설립한 양적 헤지 펀드 르네상스 테크놀로지스에 합류했다. 그는 2010년에 회사를 떠났다. 르네상스 테크놀로지스와의 4년 기밀 유지 계약이 만료되자, 78세의 츠바이크는 월스트리트로 돌아와 두 명의 젊은 파트너와 함께 Signition이라는 양적 헤지 펀드를 공동 설립했다. 그들은 2015년에 거래를 시작했다.

## 수상 및 영예
- 맥아더상 펠로우십 (1981)
- 국립과학원 (1996)
- 사쿠라이 상 (2015)